# LNWR classe G1
La Classe G1 est un modèle de locomotives à vapeur pour trains de marchandises de disposition d'essieux 040 « Eight wheel » (0-8-0 dans la nomenclature britannique) utilisées par le London and North Western Railway, le London, Midland and Scottish Railway puis les British Railways. La première locomotive G1 a été réalisée l'ajout d'un surchauffeur à une locomotive classe G. 170 ont été réalisées neuves et les autres par reconstruction de locomotives classe G, classe B compound, classes E et F de disposition 140 et des classes C et D, elles-mêmes issues de locomotives compound mises au point au XIXe siècle. Vues comme une évolution de la classe D, les premières 040 à chaudière de grand diamètre, elles étaient surnommées « Super D ».

## Historique

### Origines
Vers 1892, le matériel moteur du London and North Western comprend de fort nombreuses locomotives de disposition 030 (six roues motrices) pour le service des trains de marchandises : près de mille exemplaires ont été construits entre 1873 et 1900. Face à l'augmentation du poids des trains qui requiert fréquemment l'usage de la double traction, le LNWR sera l'un des premiers réseaux britanniques à produire en série des locomotives à huit roues motrices et tender séparé.
La première sort des ateliers de Crewe en 1892 ; numérotée 2524, elle partagera de nombreux points communs avec les modèles de série, dont le diamètre des essieux, l’empattement et la chaudière extrapolée de celles des locomotives pour express de la classe « Greater Britain » . Toutefois elle emploie la disposition éprouvée de deux cylindres intérieurs de pression égale agissant simultanément (principe de la simple expansion).
Leur concepteur, l'ingénieur Francis Webb (en), ardent partisan du compoundage (double détente de la vapeur avec des cylindres haute et basse pression) choisit donc de ne pas reproduire cette locomotive mais plutôt d'en extrapoler deux versions compound :
- 111 locomotives de la classe A produites de 1893 à 1900 avec la disposition à trois cylindres (un basse pression au centre, deux haute pression à l'extérieur) entraînant le deuxième essieu par une distribution Stephenson ;
- Les 170 de la classe B assemblées entre 1901 et 1904 se distinguent par leurs quatre cylindres (deux cylindres à haute pression au lieu d'un).

Ces deux séries tout comme l'ensemble des compounds de Webb éprouveront des difficultés en service. Son successeur George Whale (en) reviendra à la simple expansion, solution alors plébiscitée par tous les chemins de fer du Royaume-Uni. Whale commence à convertir 15 locomotives de la classe A sur le type de la locomotive prototype de 1892, avec deux cylindres intérieurs de grand diamètre, qui sont désignées classe C. L'inadéquation entre la puissance de la chaudière d'origine  et la vapeur actionnant les cylindres pousse Whale à employer une nouvelle chaudière de grand diamètre (5 pieds 2 pouces, soit 1 570 mm) donnant naissance à la classe D, alors le modèle le plus puissant et le plus réussi pour le service des marchandises lourdes. Il réalisera également une amélioration sensible de la classe C, donnant naissance aux C1, moins puissantes. Whale commencera également à convertir les classe B, puis récentes et puissantes, conservant les quatre cylindres compound en ajoutant un essieu porteur avant (classe E) voire une chaudière de plus grand diamètre (classe F) avant de se résoudre à une transformation en locomotive à simple expansion. Sur cette variante, les deux cylindres centraux de la classe B sont convertis et une chaudière de 5 pieds 2 pouces semblable à celle des classes D et F remplace celle d'origine ; le grand diamètre des cylindres pousse néanmoins Whale à diminuer la pression de la chaudière à 160 psi (1,10 HPa). Avant de devoir partir en retraite pour raisons de santé, George Whale supervise la conversion de locomotives classe B en G et ordonne la construction de 60 locomotives neuves en 1910 aux ateliers de Crewe. Charles Bowen Cooke (en) maintient le programme de création de la classe G mais réfléchit simultanément à une version améliorée.

### Mise au point
Ayant avec succès créé le premier modèle de locomotives à surchauffe du LNWR sous la forme de la classe « George the Fifth », une amélioration des « Precursor » de George Whale, Charles Bowen Cooke réitère les démarches de son prédécesseur pour accroître la puissance et le rendement des 040 pour marchandises en sélectionnant la classe G no 2653 de 1910 dont la chaudière est soit remplacée soit convertie, et comporte désormais un surchauffeur Schmidt. Les tiroirs d'admission des cylindres sont remplacées par des tiroirs de forme cylindrique de 8 pouces de diamètre (20,32 cm).
La 2653 transformée en 1912 est suivie par 170 locomotives neuves construites à Crewe jusqu'en 1918. En parallèle, quelques B sont encore converties en G à vapeur saturée jusqu'en 1917, année où débute un vaste programme de reconstruction qui va désormais concerner 279 machines de tous types issues de la famille des 040 et 140 extrapolées des classes A et B :
- 91 classe B sont reconstruites de 1917 à 1927 avec remplacement des chaudières et cylindres ;
- 18 classe E sont transformées de 1917 à 1924 tout comme 10 classe F à partir de 1921 ;
- toutes les D sont transformées de 1925 à 1934 ;
- les 91 locomotives restantes de la classe G (dont 32 anciennes B) sont traitées de 1924 à 1937 ;
- 5 classe C sont reconstruites en 1925-1927.

### Évolutions
La création en 1923 du London, Midland and Scottish Railway (LMS) par regroupent du LNWR, du Midland et de plusieurs autres compagnies, n'interrompt pas le programme mais le premier ingénieur en chef du LMS George Hughes (en) crée un nouveau type de chaudière pour les G1 avec un foyer Belpaire, les autres caractéristiques restant inchangées. À l'issue de cette période, les autres types de 040 ont disparu de la circulation. Les quelques B, C, E et F, ainsi que l'ensemble des C1, sont rayées des inventaires au cours de la période 1927-1932. En comparaison avec le traitement des autres locomotives du LMS issues des anciennes compagnies, ce programme étendu, qui conserve un maximum de composants d'origine, contraste avec la mise au rebut ou la reconstruction intégrale (conservant une part infime du véhicule d'origine) pratiqués par le LMS.
Entretemps en 1921, H. P. M. Beames (en) qui a succédé à Cooke, réalise une version plus puissante des G1 qui s'en distinguent par leur châssis et cylindres renforcés, l'emploi d'un foyer Belpaire et l'accroissement de la pression de la chaudière. 60 ont été construites neuves.
Ce modèle servira d'inspiration pour un nouveau programme de transformation des G1 avec une chaudière de pression comparable dotée d'un foyer Belpaire (classe G2A). Un total de 327 G1 tous horizons confondus sont converties de 1935 à 1947, dont celle réalisée à partir de la machine prototype de 1892. À la faveur d'échanges de chaudière, des G1 à foyer Belpaire ont par la suite arboré un foyer à sommet rond et quelques G2a ont été retransformées en G1. Alors que le LMS a rationalisé la numérotation du LNWR qui n'était ni croissante ni continue, immatriculant les G1 de 8892 à 9394, les matricules inchangés des G2A sont imbriqués avec celles restées à l'état de G1.

### Carrière et services effectués

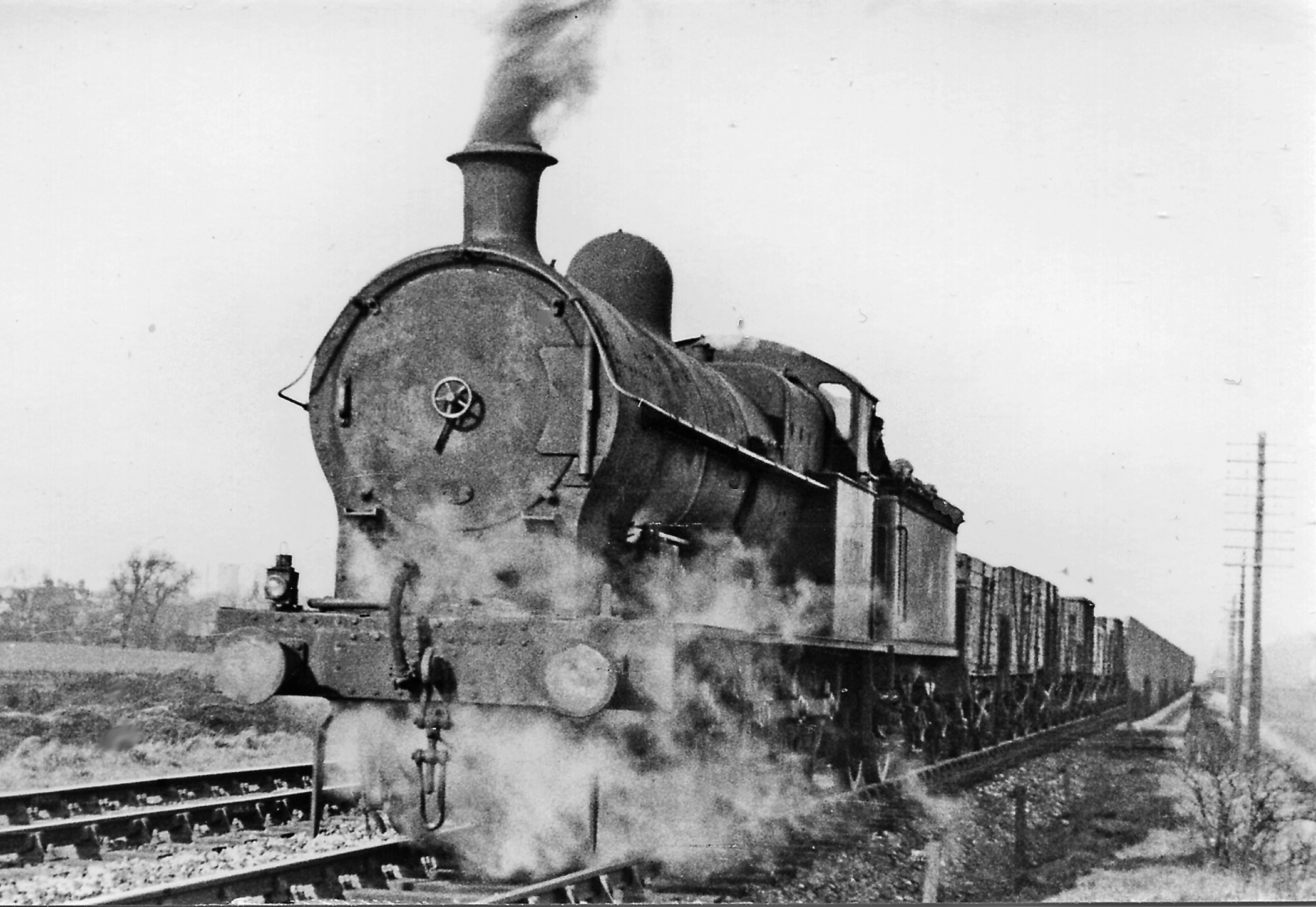
La 9171, portant encore son numéro LMS en ce mois de mars 1951. Elle a été construite en tant que G1 en 1912.

Durant la Première Guerre mondiale, 26 locomotives classe G1 font partie du matériel ferroviaire britannique envoyé en France par la Railway Operating Division de l'armée britannique. Elles reviennent sur le réseau du LNWR une fois la paix revenue.
Les effectifs de la classe G1 seront fluctuants, la transformation des dernières machines plus anciennes en G1 coïncidant avec la conversion des premières G2A.
L'arrivée massive de locomotives de disposition 140, plus versatiles en raison de leur vitesse plus élevée, entraîne à partir de 1947 les premiers retraits dans les rangs des G1 non retransformées. 54 G1 ont été retirées de la circulation avant la nationalisation des chemins de fer en 1948, ce qui laisse 123 G1 recevoir de nouveaux numéros British Railways par l'ajout d'un 4 au matricule LMS ; une part importante des G1 sera cependant retirée en 1948-1950 sans jamais avoir porté ces numéros à cinq chiffres. Le reliquat de la série est radié en 1952 sauf quelques locomotives ; la 49140 de 1910, utilisée comme locomotive de manœuvres aux ateliers de Crewe et à Aston, est officiellement radiée le 31 août 1955.
Les G2A ont quant à elles disparu en 1964. Aucune des locomotives qui appartint à la classe G1 n'est préservée. En revanche, la toute première G2 est conservée dans les réserves du British National Railway Museum et a un temps été opérationnelle.